# Nuoto ai XVIII Giochi del Mediterraneo - 400 metri stile libero maschili
La gara dei 400 metri stile libero maschili dei XVIII Giochi del Mediterraneo si è svolta il 25 giugno 2018. Al mattino si sono svolte le batterie, mentre la finale si è disputata nel pomeriggio.

## Podio
| Pos. | Atleta               | Nazione |
| ---- | -------------------- | ------- |
|      | Gregorio Paltrinieri | Italia  |
|      | Domenico Acerenza    | Italia  |
|      | Marwan Elkamash      | Egitto  |

## Record
Prima della manifestazione il record del mondo (RM) e il record dei Giochi del Mediterraneo (RG) erano i seguenti.
|  | 3'40"07 | Paul Biedermann  | 26 luglio 2009 Roma    |
|  | 3'42"71 | Oussama Mellouli | 27 giugno 2009 Pescara |

Durante la competizione non sono stati migliorati record.

## Risultati

### Batterie
| Pos. | Batteria | Corsia | Atleta                     | Nazionalità          | Tempo       | Note        |
| ---- | -------- | ------ | -------------------------- | -------------------- | ----------- | ----------- |
| 1    | 2        | 4      | Marwan Elkamash            | Egitto               | 3'51"98     | Q           |
| 2    | 3        | 4      | Domenico Acerenza          | Italia               | 3'52"41     | Q           |
| 3    | 3        | 6      | Gregorio Paltrinieri       | Italia               | 3'52"43     | Q           |
| 4    | 2        | 2      | Mohamed Agili              | Tunisia              | 5'53"23     | Q           |
| 5    | 3        | 2      | Marcos Rodríguez           | Spagna               | 3'53"55     | Q           |
| 6    | 3        | 3      | Dimitrios Dimitriou        | Grecia               | 3'53"64     | Q           |
| 7    | 3        | 5      | Miguel Durán               | Spagna               | 3'54"05     | Q           |
| 8    | 2        | 5      | Martin Bau                 | Slovenia             | 3'55"05     | Q           |
| 9    | 2        | 3      | Joris Bouchaut             | Francia              | 3'56"25     |             |
| 10   | 2        | 6      | Dimitrios Negris           | Grecia               | 3'56"42     |             |
| 11   | 2        | 8      | Efe Turan                  | Turchia              | 3'56"64     |             |
| 12   | 2        | 7      | Miguel Nascimento          | Portogallo           | 3'58"48     |             |
| 13   | 3        | 8      | Mohamed Djaballah          | Algeria              | 4'02"56     |             |
| 14   | 1        | 4      | Tomás Veloso               | Portogallo           | 4'03"85     |             |
| 15   | 1        | 5      | Marko Kovačić              | Bosnia ed Erzegovina | 4'04"07     |             |
| 16   | 3        | 7      | Jonathan Atsu              | Francia              | 4'06"16     |             |
| 17   | 3        | 1      | Constantinos Hadjittooulis | Cipro                | 4'08"54     |             |
| 18   | 1        | 3      | Franci Aleksi              | Albania              | 4'13"04     |             |
| DNS  | 2        | 1      | Erge Can Gezmiş            | Turchia              | Non partito | Non partito |

### Finale
| Pos. | Corsia | Atleta               | Nazionalità | Tempo   | Note |
| ---- | ------ | -------------------- | ----------- | ------- | ---- |
|      | 3      | Gregorio Paltrinieri | Italia      | 3'46"29 |      |
|      | 5      | Domenico Acerenza    | Italia      | 3'47"50 |      |
|      | 4      | Marwan Elkamash      | Egitto      | 3'47"51 |      |
| 4    | 6      | Mohamed Agili        | Tunisia     | 3'52"54 |      |
| 5    | 1      | Miguel Durán         | Spagna      | 3'53"88 |      |
| 6    | 2      | Marcos Rodríguez     | Spagna      | 3'54"51 |      |
| 7    | 8      | Martin Bau           | Slovenia    | 3'54"82 |      |
| 8    | 7      | Dimitrios Dimitriou  | Grecia      | 3'55"27 |      |